# أدمون ألبيوس

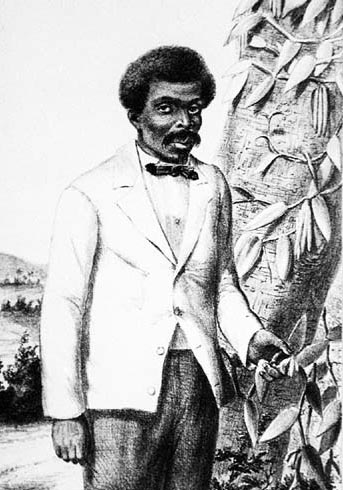
صورة ادمون ألبيوس ، حوالي 1863

ادمون ألبيوس (1829 – 9 أغسطس 1880م) (بالإنجليزية Edmond Albius) كان شخصية مهمة في زراعة الفانيليا، حيث اكتشف وهو في سن الـ12 طريقة لتلقيح نبات الفانيليا بشكل يدوي، مما أدى إلى زيادة انتشاره في مناطق بعيدة عن موطنه الأصلي المكسيك.

## حياته
ولد ألبيوس في سانت سوزان في ريونيون، وتوفيت أمه أثناء ولادته، واعتنى به سيده، وفي عام 1841 تمكن من اكتشاف طريقته التي ما زالت مستمرة إلى اليوم، وجعلت هذه الطريقة من مدغشقر وريونيون من أولى الدول في إنتاج الفانيليا.
كان ألبيوس عبدًا رقيقًا، وفي عام 1848 حظرت فرنسا الرق في مستعمراتها، مما حدا به أن يترك العمل في مزرعة سيده ويعمل خادما في إحدى المطابخ.
أدين ألبيوس بسرقة مجوهرات وحكم عليه بالسجن لعشر سنوات، لكن الحكم خفف وأطلق سراحه بعد خمس سنوات، بعد منحه الرأفة بسبب مساهمته العلمية.

## وفاته
توفي ألبيوس سانت سوزان في ريونيون عام 1880م عن 51 عامًا.